# 文化ヘゲモニー

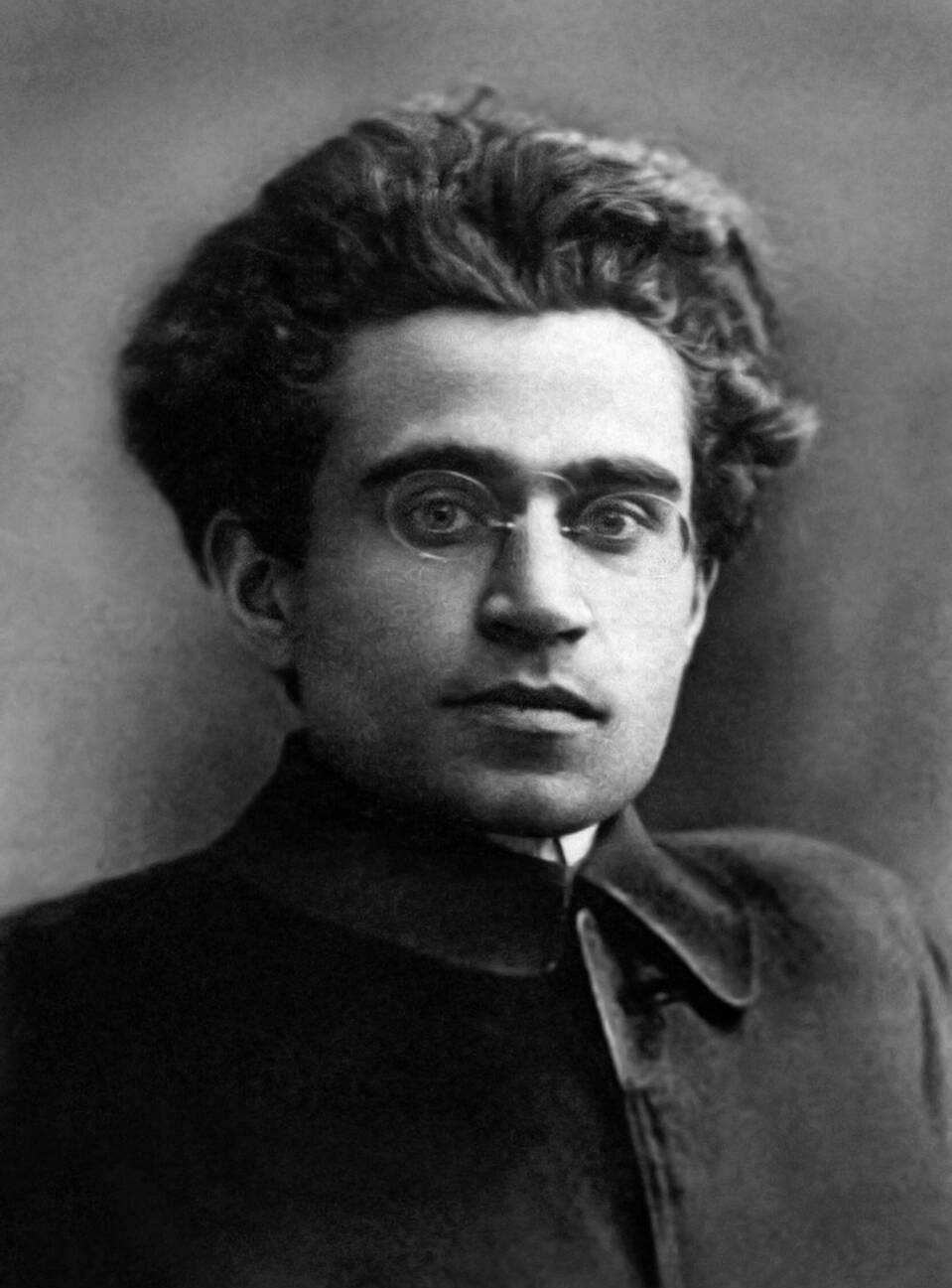
マルクス主義のアントニオ・グラムシ (1891-1937)は、ヘゲモニーの概念を発展させて労働者階級知識人の確立を提唱した。

文化ヘゲモニー（ぶんかヘゲモニー　英:Cultural hegemony）とは、社会の文化を操る支配階級によって多様な文化の社会が支配されることを指すマルクス主義哲学の用語。支配階級が押し付けた信条、解釈、認識、価値観などの世界観が、文化的規範として受け入れられるようになる事をいう。
普遍的に権力を持つ支配のイデオロギーは、社会や政治や経済の現状(status quo)を自然かつ不可避かつ永続的なものとして、支配階級だけに利益をもたらす人為的社会構造ではなく全ての社会階級にとって有益なものだと正当化している。この支配的な資本主義階級（ブルジョワジー）がその支配権をどのように確立して維持するのか、というマルクス主義の分析はイタリアの哲学者で政治家のアントニオ・グラムシ(1891-1937)によって最初に生み出された。
哲学と社会学における「文化ヘゲモニー」という用語は、統率と支配を表す古代ギリシャ語「ヘゲモニア(ἡγεμονία)」から派生した呼称および含意である。政治学におけるヘゲモニーとは間接的影響の要素を伴う地政学的な帝国支配を意味し、覇権国家（宗主国）は単に軍事侵略・占領・併合といった直接的支配だけでなく、内政干渉や暗黙の権力手段による強迫を通じて従属国家を支配している。

## 背景

### 歴史
1848年にカール・マルクスは、資本主義経済の景気低迷と実際の矛盾が労働者階級にプロレタリア革命を蜂起させ、資本主義が失墜し、社会主義の合理的なモデルに従う社会制度（経済的・政治的・社会的な）が再構築され、それゆえ共産主義社会への移行が始まると提唱した。したがって、社会の経済機能に対する弁証法の変化がその社会的上部構造（文化と政治）を決定する。
これを受けて、アントニオ・グラムシは地位争いと権力行使の争いとの戦略的区別を提唱した。地位争いとは、反資本主義の革命家がブルジョワジーの文化ヘゲモニーに対抗するプロレタリア文化を創作する知的かつ文化的な闘争である。プロレタリア文化は階級意識を高め、革命的理論と歴史的分析を教え、そのため社会階級の中で革命的組織がますます広まる。地位争いに勝つと、社会主義指導者は革命的社会主義の政治的機動戦を開始するのに必要な政治的権力と人気の支持基盤を持つことになる。
当初、文化的支配の理論的応用は「経済階級」（土台と上部構造）のマルクス主義分析としてであり、それをアントニオ・グラムシが「社会階級」を理解するために編み出した。このため、支配階級（ブルジョアの文化ヘゲモニー）に押し付けられた社会の一般的な文化的規範は、自然で不可避なものだと認識されるべきではなく、社会階級支配の道具として彼らの哲学的ルーツを発見するために調査する必要がある人工的な社会構造（制度、慣行、信念など）として認識されなければならないものとして、文化ヘゲモニーが提唱された。そのような知識の実践がプロレタリアートの知的・政治的解放に必要不可欠であり、そこで労働者や農民などの町民や国民が独自の労働者階級文化を創造できるようになり、社会階級として社会的・経済的ニーズに具体的に対処していく。
社会において、文化ヘゲモニーは一枚岩の知的実践でも統一した価値体系でもなく階層化された社会構造の複合体であり、内部の各社会的・経済的階級にはある社会目的および内部の階級論理がある。このことが社会の構成要素として他の社会階級にいる人達と共存しつつ、彼らとは大きく異なる方法で行動することを可能にしている。 
彼らの社会目的が違う結果として、複数の階級がより大きな社会的使命を持つ社会へとまとまることが可能となる。人がブルジョアによる文化ヘゲモニーの社会構造を認識する時、個人的な常識は各個人が日常生活に対処するために常識を適用するという二重構造（私的と公的）の役割をこなす。それは各々が社会の現状たる「物事のあり方」として経験する社会秩序層の小さな部分を自分達に説明するものである。
個人的常識の知覚限界の出現が文化ヘゲモニーによって可能になった体系的な社会経済的搾取のより大きな性質に対する個人の認識を抑制する。ブルジョア文化による社会経済的ヒエラルキーの現状認識における不一致が原因で、大部分の人達は遠く離れた（公的な）懸念よりも自分に直近の（私的な）個人的関心事に興味があり、社会経済的抑圧の根本的原因やその不満、社会的・個人的・政治的な問題について考えたり疑問を持つことはない。
文化ヘゲモニーの影響は個人レベルで知覚可能である。社会にいる各人が自分の社会階級で有意義な生活を送っており、彼らからすると個別の社会階級は各個人の私生活に殆ど共通点がないように思えるかもしれない。それでも社会全体として認識した場合、各人の生活がより大きな社会ヘゲモニーの一員となる。
社会の多様性、経済の多様性、政治的自由は存在しているように見えるが、大部分の人々が異なる生活環境を目にするので、彼らは自分が目撃する人生が社会として合体したときに生み出されるより大きなヘゲモニーの様相を知覚することができない。文化ヘゲモニーは、文化を生きる人々によって常に完全認識されるとは限らず、少数派で違う環境の存在によって明らかとなり維持される。
文化ヘゲモニーを知覚してそれと戦う際、労働者階級と農民は知識人(Intellectuals)の社会によって生み出された知識人を頼りにする。そこでアントニオ・グラムシは、ブルジョア階級の知識人と労働者階級の知識人を強要された規範的文化の（言うなれば現状維持の）支持者と反対者とに区別し、自身の『獄中ノート』に記した。 

## グラムシの影響

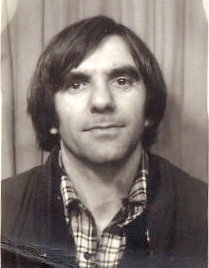
1968年、ドイツ学生運動の指導者ルディ・ドゥチュケは、西ドイツのブルジョア社会を変えるには文化ヘゲモニーを特定して戦うために社会制度を貫く長征が必要だ、と述べた。

文化ヘゲモニーは、ユーロコミュニズム、社会科学、社会的にリベラルで革新主義な政治家の積極行動主義に哲学的な影響を与えた。文化ヘゲモニーの分析的な言説は、人類学、政治学、社会学、文化研究におけるリサーチ・シンセシスに重要である。教育において、文化ヘゲモニーは政治的で社会的な不満の根本原因を特定して解決させることが可能な 批判的教育学 (Critical pedagogy) を発展させた。
1967年、ドイツ学生運動の指導者ルディ・ドゥチュケは、政治的地位争いを決着するためにアントニオ・グラムシのヘゲモニー哲学を「制度を貫く長征(独:Marsch durch die Institutionen)」とのフレーズで再構築した。これは中国共産党の紅軍（現:人民解放軍）による1934-35年の長征をヒントにしたもので、それによって労働者階級はブルジョワジーによって押し付けられたものに代わる独自に育った知識階級および文化（支配的イデオロギー）を生み出す筈だとした。

### 国家のイデオロギー装置
構造主義哲学者のルイ・アルチュセールは国家のイデオロギー装置という理論を提唱し、国家の様々な機構同士の複雑な関係構造がそのイデオロギーによって社会の人達に伝わり拡散されると説明した。アルチュセールは、文化ヘゲモニーに存在する覇権の概念を持ち出しているが、歴史主義を否定している。彼は、国家のイデオロギー装置(ideological state apparatuses;ISA)が社会階級間のイデオロギー的対立の場所だと主張している。すなわち、軍や警察といった国家の抑圧装置(repressive state apparatuses;RSA)とは対照的に、ISAは数多く存在する。権力内の支配階級はRSAを容易に制御できるが、ISAは階級闘争の場であり利害目的の場でもある。さらに、ISAは一枚岩の社会実体ではなく、継続する階級闘争の公的かつ私的な場として社会の至る所に散らばっている。
1968年の『On the Reproduction of Capitalism（資本主義の再生について）』で、アルチュセールは国家のイデオロギー装置が古き生産様式のイデオロギーの複雑な要素からなる社会が過剰に固まった地域であり、したがって社会における継続的な政治活動の場であると述べた。具体的には以下のものをいう。
- 宗教のISA（聖職者）
- 教育のISA（公立・私立の学校体系）
- 家族のISA
- 法律のISA（法廷）
- 政治のISA（政治体系、例えば政党）
- 労働組合のISA
- 通信のISA（出版、ラジオ、テレビなど）
- 文化のISA（文学、芸術、スポーツなど）

アルチュセールは「人民の意志」によって選出された代議員が代表する国家の議会構造が国家のイデオロギー装置であると述べた。政治体系自体がイデオロギー装置であるというのは、それが「特定の」現実に対応する（政治）体系の構成部分である虚構を含むためであり、その機能原則も同じく有権者個々の「自由」と「平等」というイデオロギーに基づくほか、代議員も人民を構成する各個人による「自由な選択」に基づくためである。